# Redon Agglomération
Die Redon Agglomération ist ein französischer Gemeindeverband mit der Rechtsform einer Communauté d’agglomération in den Départements Ille-et-Vilaine und Morbihan in der Region Bretagne und im Département Loire-Atlantique in der Region Pays de la Loire. Der Gemeindeverband wurde am 29. April 1996 gegründet und besteht aus 31 Gemeinden. Der Verwaltungssitz befindet sich im Ort Redon. Eine Besonderheit ist die Département- und Regions-übergreifende Mitgliedschaft ihrer Gemeinden.

## Historische Entwicklung
Mit Wirkung vom 1. Januar 2017 trat die Gemeinde Les Fougerêts dem Gemeindeverband bei. Bis zum 31. Dezember 2017 trug der Gemeindeverband den Namen Communauté de communes du Pays de Redon und war eine Communauté de communes. Am 18. September 2017 trafen sich die Mitgliedsgemeinden zur Umbenennung der CC. Dabei standen drei Namensvorschläge zur Auswahl: Cap Redon (für Communauté d’agglomération du Pays de Redon), Redon Agglomération und Pays de Redon. Im 1. Wahlgang erhielten Redon Agglomération 28 der 56 Stimmen, Cap Redon 23 Stimmen und Pays de Redon nur fünf Stimmen. Bei der notwendigen Stichwahl entfielen auf Redon Agglomération 31 Stimmen und auf Cap Redon 25 Stimmen. Die bisherige Communauté de communes wurde zudem mit Wirkung vom 1. Januar 2018 in die Rechtsform einer Communauté d’agglomération überführt.

## Mitgliedsgemeinden
| Gemeinde               | Einwohner 1. Januar 2022 | Fläche km² | Dichte Einw./km² | Code INSEE | Postleitzahl | Region           | Département      |
| ---------------------- | ------------------------ | ---------- | ---------------- | ---------- | ------------ | ---------------- | ---------------- |
| Allaire                | 3.906                    | 41,74      | 94               | 56001      | 56350        | Bretagne         | Morbihan         |
| Avessac                | 2.451                    | 76,49      | 32               | 44007      | 44460        | Pays de la Loire | Loire-Atlantique |
| Bains-sur-Oust         | 3.521                    | 44,63      | 79               | 35013      | 35600        | Bretagne         | Ille-et-Vilaine  |
| Béganne                | 1.458                    | 35,50      | 41               | 56011      | 56350        | Bretagne         | Morbihan         |
| Bruc-sur-Aff           | 856                      | 21,23      | 40               | 35045      | 35550        | Bretagne         | Ille-et-Vilaine  |
| Conquereuil            | 1.072                    | 32,87      | 33               | 44044      | 44290        | Pays de la Loire | Loire-Atlantique |
| Fégréac                | 2.257                    | 44,18      | 51               | 44057      | 44460        | Pays de la Loire | Loire-Atlantique |
| Guémené-Penfao         | 5.242                    | 105,51     | 50               | 44067      | 44290        | Pays de la Loire | Loire-Atlantique |
| La Chapelle-de-Brain   | 1.107                    | 17,65      | 63               | 35064      | 35660        | Bretagne         | Ille-et-Vilaine  |
| Langon                 | 1.393                    | 36,54      | 38               | 35145      | 35660        | Bretagne         | Ille-et-Vilaine  |
| Les Fougerêts          | 960                      | 19,91      | 48               | 56060      | 56200        | Bretagne         | Morbihan         |
| Lieuron                | 802                      | 16,72      | 48               | 35151      | 35550        | Bretagne         | Ille-et-Vilaine  |
| Massérac               | 670                      | 18,78      | 36               | 44092      | 44290        | Pays de la Loire | Loire-Atlantique |
| Peillac                | 1.865                    | 24,57      | 76               | 56154      | 56220        | Bretagne         | Morbihan         |
| Pierric                | 1.011                    | 27,3       | 37               | 44123      | 44290        | Pays de la Loire | Loire-Atlantique |
| Pipriac                | 3.871                    | 48,65      | 80               | 35219      | 35550        | Bretagne         | Ille-et-Vilaine  |
| Plessé                 | 5.281                    | 104,38     | 51               | 44128      | 44630        | Pays de la Loire | Loire-Atlantique |
| Redon                  | 9.336                    | 15,09      | 619              | 35236      | 35600        | Bretagne         | Ille-et-Vilaine  |
| Renac                  | 1.032                    | 25,89      | 40               | 35237      | 35660        | Bretagne         | Ille-et-Vilaine  |
| Rieux                  | 2.841                    | 27,78      | 102              | 56194      | 56350        | Bretagne         | Morbihan         |
| Saint-Ganton           | 414                      | 14,08      | 29               | 35268      | 35550        | Bretagne         | Ille-et-Vilaine  |
| Saint-Gorgon           | 428                      | 5,69       | 75               | 56216      | 56350        | Bretagne         | Morbihan         |
| Saint-Jacut-les-Pins   | 1.733                    | 22,81      | 76               | 56221      | 56220        | Bretagne         | Morbihan         |
| Saint-Jean-la-Poterie  | 1.430                    | 8,44       | 169              | 56223      | 56350        | Bretagne         | Morbihan         |
| Saint-Just             | 1.103                    | 28,05      | 39               | 35285      | 35550        | Bretagne         | Ille-et-Vilaine  |
| Saint-Nicolas-de-Redon | 3.304                    | 22,32      | 148              | 44185      | 44460        | Pays de la Loire | Loire-Atlantique |
| Saint-Perreux          | 1.049                    | 6,23       | 168              | 56232      | 56350        | Bretagne         | Morbihan         |
| Saint-Vincent-sur-Oust | 1.647                    | 15,66      | 105              | 56239      | 56350        | Bretagne         | Morbihan         |
| Sainte-Marie           | 2.249                    | 25,28      | 89               | 35294      | 35600        | Bretagne         | Ille-et-Vilaine  |
| Sixt-sur-Aff           | 2.222                    | 42,50      | 52               | 35328      | 35550        | Bretagne         | Ille-et-Vilaine  |
| Théhillac              | 610                      | 14,46      | 42               | 56250      | 56130        | Bretagne         | Morbihan         |
| Redon Agglomération    | 67.121                   | 990,93     | 68               | –          | –            | –                | –                |